# حوض‌انبار تخت حوض
حوض انبار تخت حوض مربوط به دوره قاجار است و در شهرستان گرمه، بخش مرکزی، ۴ کیلومتری غرب شهر درق واقع شده و این اثر در تاریخ ۲۵ آبان ۱۳۸۷ با شمارهٔ ثبت ۲۳۷۶۱ به‌عنوان یکی از آثار ملی ایران به ثبت رسیده است.